# David (Donatello, bronzo)
Il David è una scultura in bronzo realizzata da Donatello all'incirca nel 1440. Misura 158 cm per un diametro di 51 cm ed è conservata nel Museo Nazionale del Bargello a Firenze. Opera forse più celebre e al tempo stesso più tipica dell'artista, è l'emblema dell'intero Quattrocento italiano, densa di significati non tutti completamente svelati. Dai tempi dell'antica Roma è il primo rilievo a tutto tondo di un nudo, inteso come opera a sé stante, libera da elementi architettonici.

## Storia
Il David, realizzato probabilmente per il cortile di palazzo Medici, è di datazione molto controversa: l'anno di fusione proposto negli studi critici oscilla tra il 1427 e il 1460. La datazione più diffusa è quella che lo colloca tra le opere degli anni quaranta del Quattrocento, quando il grande scultore lavorò per Cosimo de' Medici. La prima menzione documentaria risale al 1469, che lo segnala presente nel cortile di casa Medici durante le celebrazioni per le nozze di Lorenzo il Magnifico con Clarice Orsini. La statua era posta su una colonna di marmi policromi, decorata alla base da foglie e arpie, opera perduta di Desiderio da Settignano che è descritta anche da Vasari. Negli anni quaranta il cortile non era ancora compiuto, per cui - se è stata realizzata precedentemente - in origine avrebbe potuto trovarsi in una sala.
Nel 1495, in occasione della seconda cacciata dei Medici, venne trafugato dalla folla e trasportato in palazzo Vecchio, quale simbolo della libertà repubblicana. Qui venne esposta nel primo cortile, quello che allora era l'unico e principale. Le collocazioni nel cortile di Palazzo Medici e poi a palazzo Vecchio sono in comune con quelle del gruppo di Giuditta e Oloferne sempre di Donatello, con la quale faceva una sorta di pendant, anche se questa seconda opera venne certamente scolpita nella fase tarda dell'attività dell'artista, verso il 1453-1457.
Tornato in mano medicea con Cosimo I, nel 1555 il David venne collocato in una nicchia esterna sulla facciata del palazzo pubblico, vicino all'entrata, dove fu spostato nel 1592 per stare nel secondo cortile e poi nella sala del guardaroba. Agli inizi del XVII secolo la statua si trovava sopra il camino di una sala di rappresentanza di Palazzo Pitti. Nel 1777 pervenne agli Uffizi, dove il Lanzi la collocò nella sala delle sculture moderne. Con la creazione del Museo nazionale del Bargello fu tra le prime opere ad essere selezionate per la collezione di sculture rinascimentali del nuovo museo ed il trasferimento avvenne nella seconda metà del XIX secolo. Inizialmente esposta nella sala dei Bronzi, fu poi collocata in posizione predominante nel salone al primo piano, in occasione delle celebrazioni donatelliane del 1887. Qui si trova tuttora, appoggiata su una base di marmo quattrocentesca.
Nel 2007-2008 è stato sottoposto a un intervento di restauro, che ha riscoperto abbondanti tracce della doratura originale. Al termine del restauro è stato temporaneamente esposto accanto ad una copia in bronzo, eseguita su calco originale dalla Fonderia Artistica Ferdinando Marinelli di Firenze, che ne mostra il probabile aspetto originario. Dal 7 maggio al 2 giugno 2009 è stato esposto, non senza polemiche, alla Fiera Campionaria di Milano.

## Descrizione

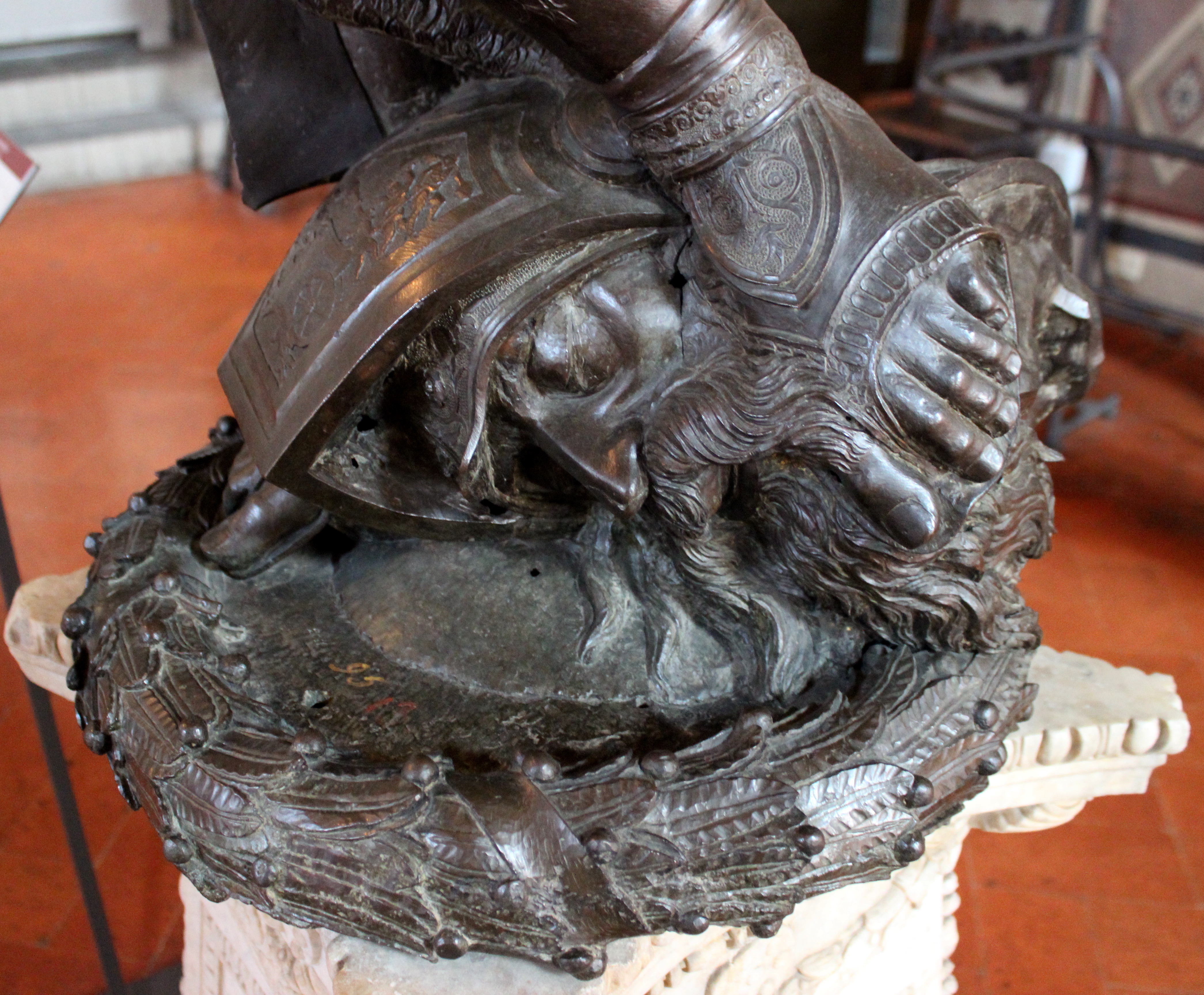
la testa di Golia

La statua ha gli attributi dell'eroe biblico (la testa di Golia ai piedi, la spada) simbolo delle virtù civiche e del trionfo della ragione sulla forza bruta e sull'irrazionalità.
L'eroe è raffigurato in piedi, con un insolito cappello a punta decorato da una ghirlanda di alloro (il petaso dei pastori classici ripresi dal tipo classico dell'Antinoo silvano). I capelli sono lunghi e sciolti, il volto rivolto leggermente verso il basso è enigmaticamente assorto. Il corpo è nudo, a parte i calzari che arrivano al ginocchio, ed è mollemente appoggiato sulla gamba destra, mentre la sinistra è poggiata sulla testa del mostro sconfitto, il gigante Golia. Il corpo morbido e vivace, modellato all'antica, è quello di un fanciullo gracile ed efebico ma estremamente armonioso e ponderatamente leggero, con una postura fiera e disinvolta allo stesso tempo. Nella mano destra tiene la spada abbassata e in quella sinistra, appoggiata sul fianco, nasconde il sasso con cui ha stordito il rivale.
La base è composta da una ghirlanda circolare appoggiata orizzontalmente.

## Stile

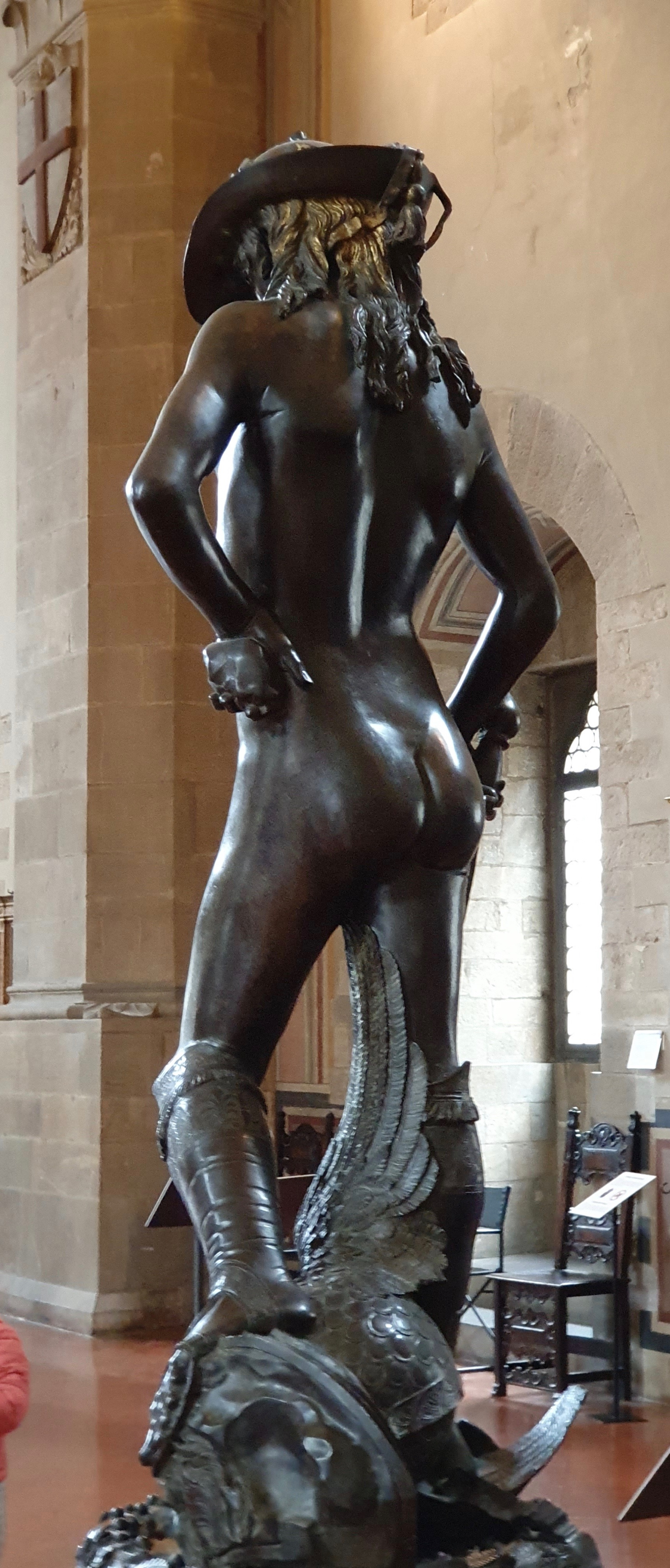
Veduta posteriore

Donatello qui dà un'interpretazione intellettualistica e raffinata della figura umana. La posa ricalca la statuaria prassiteliana, ma l'insieme è molto più naturalistico.
Il corpo giovane del David è ritratto in tutta la sua perfezione e potenza, con la spada inclinata (usata come terzo punto d'appoggio), la testa piegata e il piede alzato. Il modellato è sensibilissimo e la posa ha lievi asimmetrie. Il viso di David non è solo pensieroso: se lo si guarda attentamente trasmette una sensazione di superiorità e malizia di un adolescente, con uno sguardo che è consapevole della sua impresa mastodontica e ne è orgoglioso. È proprio questo senso del reale che evita la caduta nel puro compiacimento estetico, con i riferimenti intellettuali trasformati in qualcosa di sostanziale e vivo.
La scultura non ha un lato privilegiato per la vista, anzi ruotandoci attorno si scoprono via via nuovi dettagli e si ha sempre una visuale armoniosa dell'intero corpo. Ad esempio la veduta di profilo permette di ammirare il caratteristico elmo a punta, mentre la veduta posteriore mostra tutta la sensualità androgina del corpo di giovinetto. Vasari annotò come Donatello si sarebbe rifatto all'osservazione di un modello dal vivo, piuttosto che a un repertorio di modelli scultorei classici.
La testa di Golia è un capolavoro sotto più punti di vista, dalla forte espressività legata a un cesello finissimo della barba e della decorazione dell'elmo, dove Donatello citò una danza di putti presente su una gemma intagliata con il Trionfo di Bacco e Arianna, già appartenente a Paolo Barbo ed entrata nelle collezioni medicee solo nel 1471.

## Altre interpretazioni
Tra le molteplici interpretazioni Spina Barelli mise la statua in relazione con la corrente epicurea attiva a Firenze tra il 1430 e il 1440, che ebbe come massimo esponente Lorenzo Valla: il David sarebbe il simbolo dell'umanesimo che vince sui pagani (Golia), un soggetto forse suggerito da Niccolò Niccoli. Janson sostenne la datazione precoce della statua, ritenendola una commissione della Repubblica dopo il 1428, per la vittoria contro Filippo Maria Visconti, che venne poi acquistata dai Medici verso il 1444. Pope-Hennessy la collegò al clima padovano ed alla cerchia di Palla Strozzi. Ames-Lewis la collocò verso il 1460, come frutto di una collaborazione con Marsilio Ficino che avrebbe suggerito il tema dell'"Amor caelestes" che trionfa sull'"Amor vulgaris". Parronchi poi, riprendendo una conferenza di Lanyi (1940), la mise in relazione con la gara di poesia in volgare "certame coronario" organizzata da Leon Battista Alberti e svoltasi nel 1441: i Medici, che ne furono i mecenati, in quell'occasione avrebbero potuto ricevere in premio proprio la statua. Nella sua interpretazione spiega la statua come un'allegoria di Verità che sconfigge l'Invidia. Scalini infine ipotizza che facesse parte originariamente di una fontana e che raffigurasse l'Amore che trionfa sull'"Odio capitale".

## Il restauro

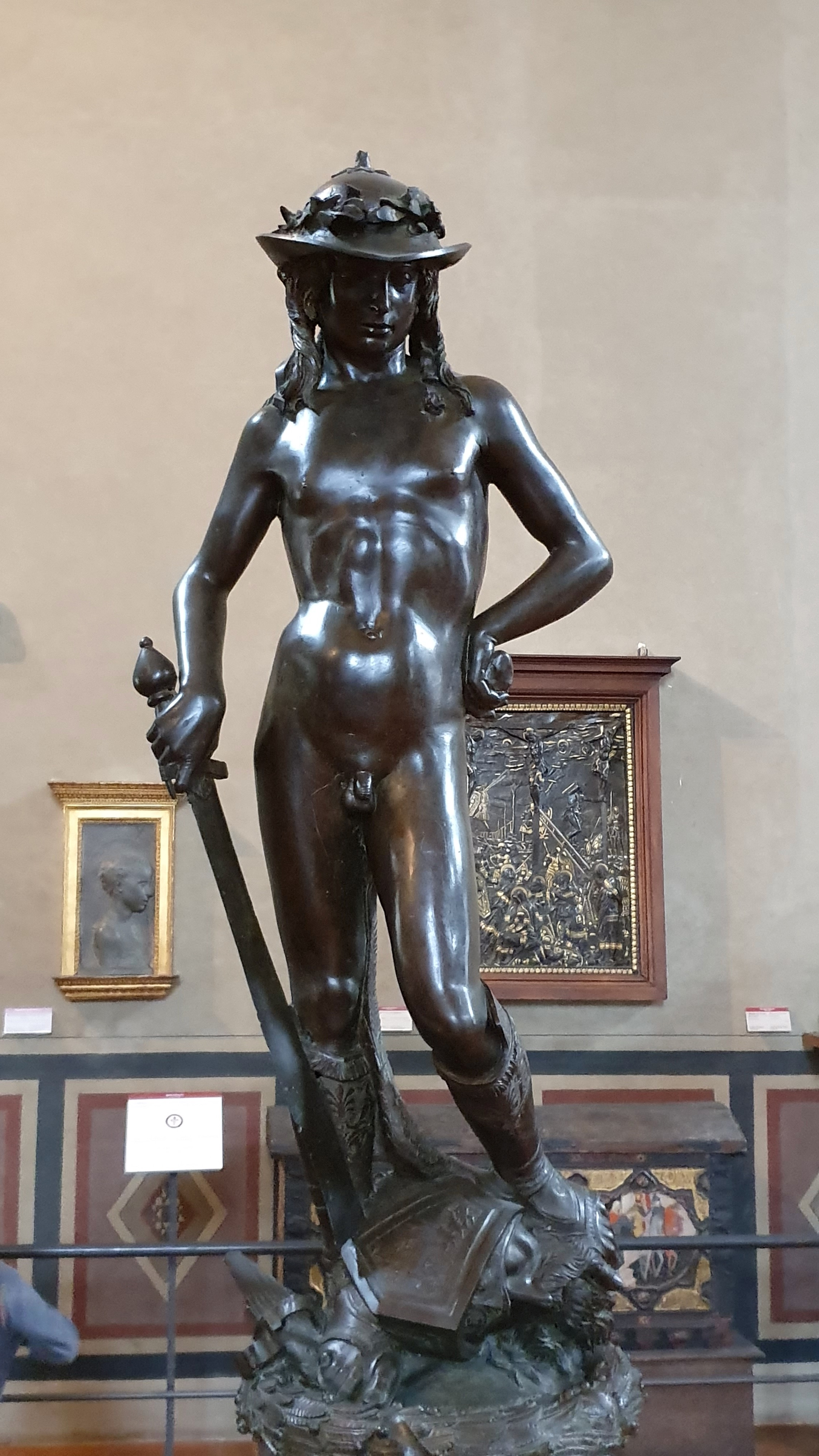
Il David dopo il restauro

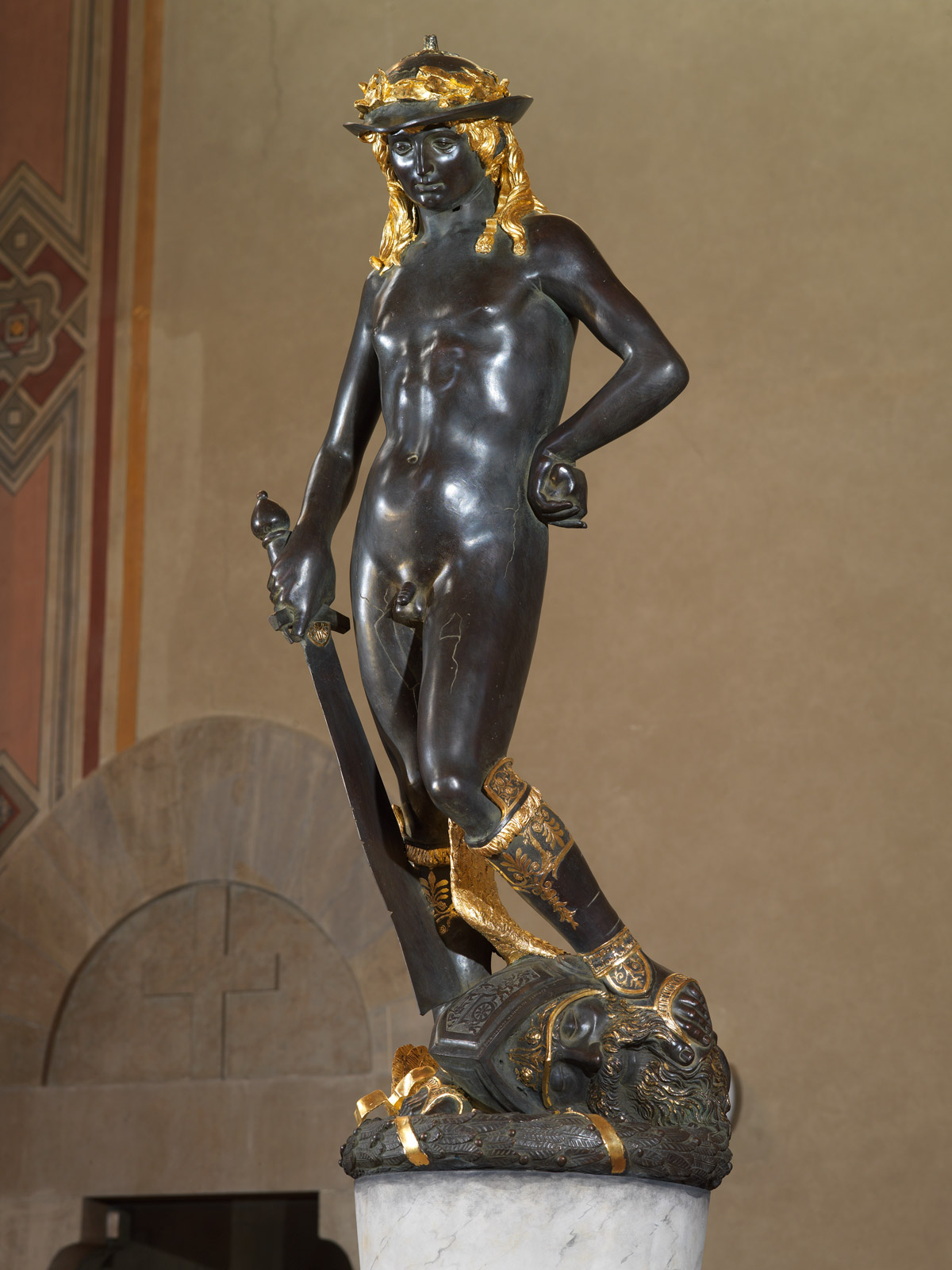
Replica del David di Donatello dorato com'era l'originale, fuso dalla Fonderia Artistica Ferdinando Marinelli di Firenze dal calco originale della propria gipsoteca, e dorato in Fonderia.

Tra il 2007 e il 2008 è stato restaurato il David in bronzo di Donatello, sotto la direzione del Museo Nazionale del Bargello, finanziato dalla Protezione Civile Nazionale (Presidenza del Consiglio dei Ministri), dal Consiglio Regionale della Toscana e dal Polo Museale Fiorentino. 
Il restauro è stato eseguito da Ludovica Nicolai, diretto da Beatrice Paolozzi Strozzi (direttrice del Museo Nazionale del Bargello) e Maria Grazia Vaccari (vicedirettrice del Museo Nazionale del Bargello), con la consulenza dell'Istituto di Fisica Applicata del CNR, dell'Opificio delle Pietre Dure e del Laboratorio di Indagini radiografiche della Soprintendenza Archeologica della Toscana.
L'intervento si è tenuto nel Salone di Donatello, dove la scultura è esposta, il cantiere è stato aperto al pubblico, che grazie ad un monitor ha potuto osservare lo svolgersi del restauro.
La superficie bronzea presentava incrostazioni disuniformi dovute a passati interventi di manutenzione con mezzi non idonei. Le varie "incerature" avevano inglobato impurità e si erano sovrapposte a patinature scure eseguite nel corso del XVIII e XIX secolo, ma la presenza di originali dorature applicate "a missione" era comunque leggermente visibile in alcune parti.
Negli ultimi anni sono state efficacemente impiegate nel restauro nuove tecnologie come il laser, ad esempio per la Porta del Paradiso di Lorenzo Ghiberti (eseguito dall'Opificio delle Pietre Dure), tecnica che è stata adoperata anche per il David donatelliano.
Dopo aver effettuato documentazioni fotografiche, diagnostiche, analisi delle stratificazioni superficiali e, nel 2006, indagini radiografiche presso i laboratori di Restauro della Soprintendenza Archeologica della Toscana, è iniziato l'intervento di pulitura, alla fine del quale è stata eseguita la doratura “a missione”, che consiste nell'applicazione della foglia d'oro con apposita colla.